# Successierelict

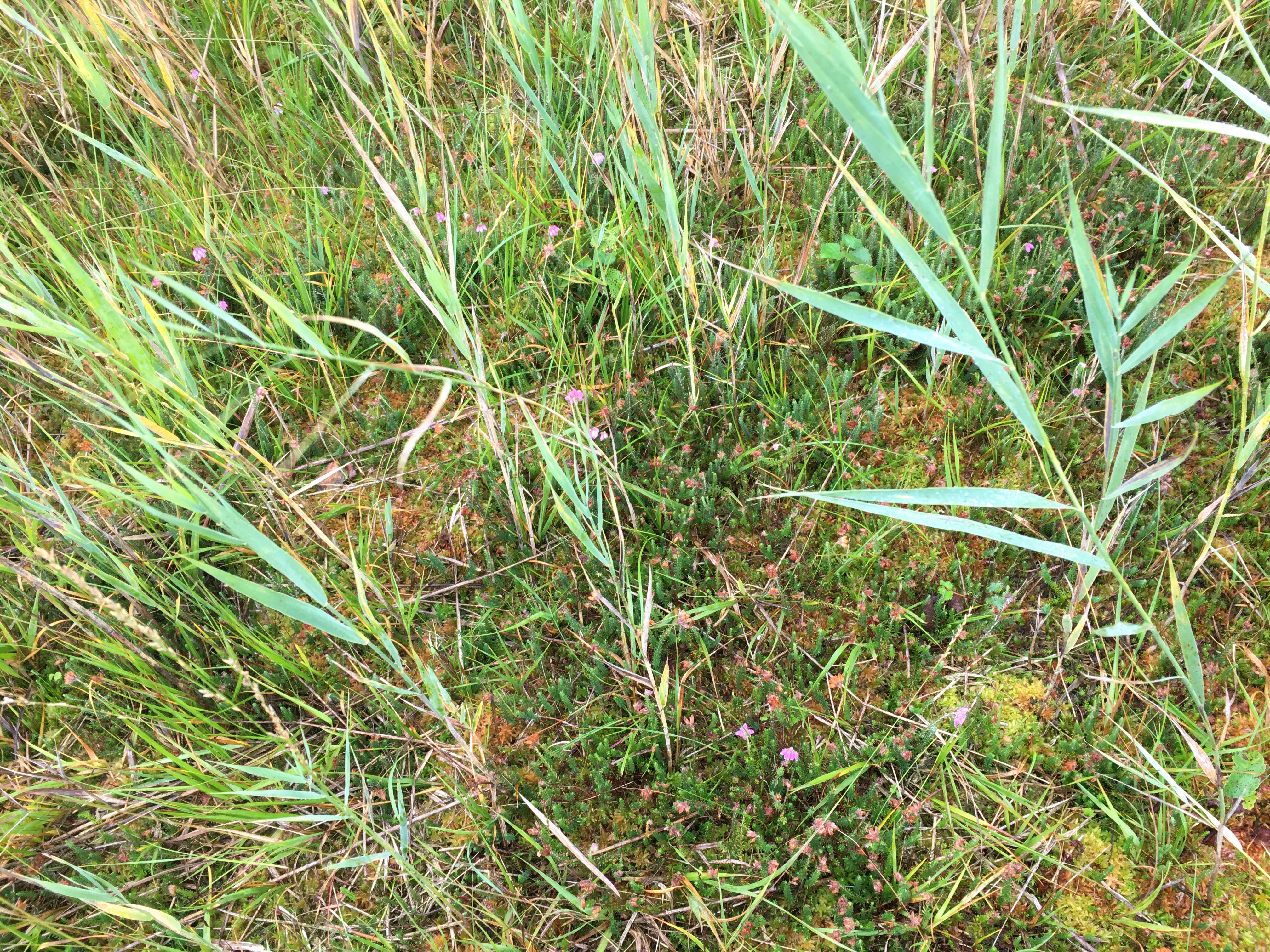
Een ijle, hogere etage van niet-vitaal riet in de kruidlaag van de moerasheide geldt als successierelict: het is een relict uit het veenmosrietland, waaruit deze associatie dikwijls ontstaat.

Met een successierelict wordt in de vegetatiekunde het verschijnsel bedoeld dat er een of enkele soorten in een bepaald syntaxon voorkomen die nog aanwezig zijn uit het voorafgaande successiestadium van de desbetreffende vegetatie. Het gaat dus om soorten uit een ander syntaxon dat op de desbetreffende plaats heeft gegroeid en waaruit het thans aanwezige syntaxon zich heeft ontwikkeld. Het belangrijkste kenmerk van een successierelict is dat het om een soort of om soorten gaat die zich nooit in het huidige syntaxon zouden kunnen vestigen en daardoor een goeie indicatie zijn voor wat het vorige syntaxon is geweest. Doorgaans hebben soorten die een successierelict vormen een lage (en vaak ook afnemende) vitaliteit.